# Dinosauriernas nationalmonument

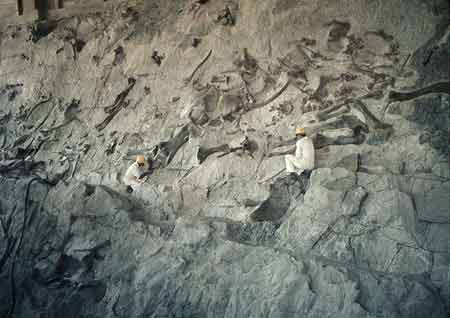
Fossiler i Dinosaur National Monument

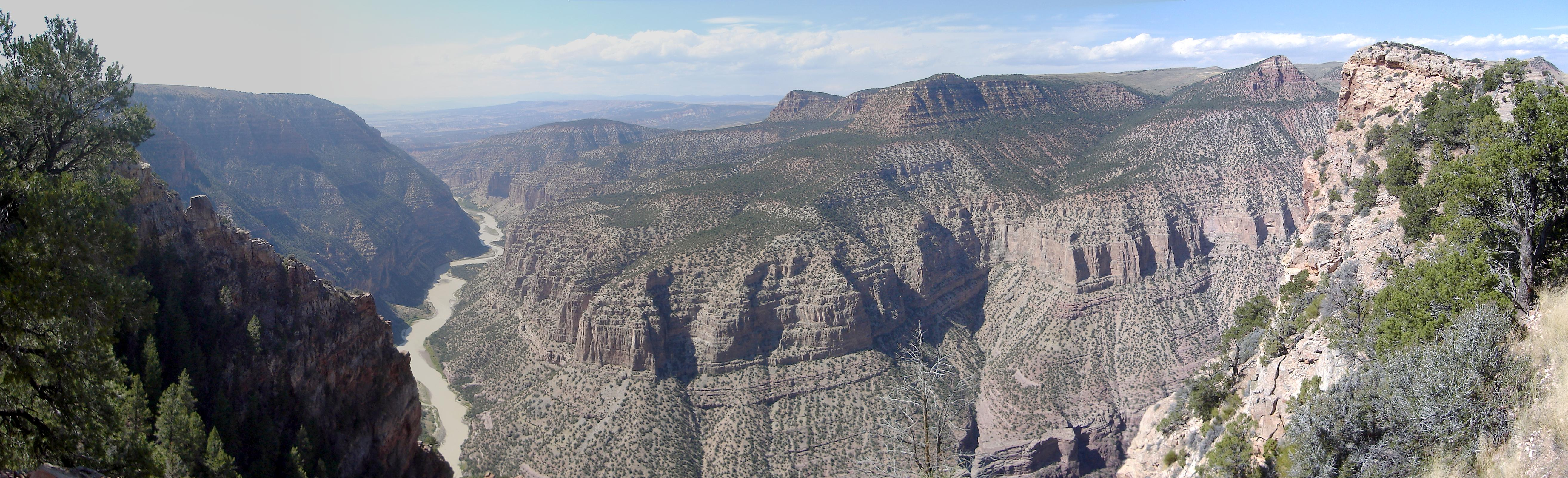
Dinosaur nationalmonument

Dinosauriernas nationalmonument (Dinosaur National Monument) ligger i delstaterna Colorado och Utah i USA. Det finns två olika områden man kan ta sig till med bil, resten är vandringsområden med vildmark.
På Utah-sidan kan man besöka utgrävningsplatser av dinosaurieben. En hel bergvägg med fossila ben har byggts in och blivit museum.
På Coloradosidan kan man se spektakulära landskap vid Harper's corner.